# アスファルト アーバン GT

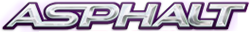
アスファルトのロゴ

『アスファルト アーバン GT』（アスファルト アーバン ジーティー、Asphalt Urban GT）は、ゲームロフト開発のレースゲーム。アスファルトシリーズの第1作目。

## 概要
実在するスポーツカーを改造するなどして公道を走るゲーム。機種によって収録されている車種数やグラフィックが異なる。
プレイ内容は一般的なレースに加え、ドリフト距離を競う、ライバル車をクラッシュさせるなどがある。レースシミュレーションゲームとは違い挙動は非現実的であり、アクションゲームに近い。